# Henry Frederick Wickham
Henry Frederick Wickham (Shrewton, 26 oktober 1866 - Iowa City, 17 november 1933) was een Amerikaans entomoloog en paleontoloog.
Henry Frederick Wickham werd geboren in Shrewton, Engeland in 1866 en verhuisde in 1871 naar Iowa in de Verenigde Staten. Nadat hij in 1894  zijn studie aan de Universiteit van Iowa voltooide, werd hij hoogleraar entomologie en zoölogie aan dezelfde universiteit. Hij werkte ook voor het US Bureau of Entomology en maakte in dat kader een aantal reizen naar plaatsen in het westen van Amerika om de keverfauna daar in kaart te brengen en insecten te verzamelen. Hij was gespecialiseerd in kevers (coleoptera) en beschreef veel keversoorten, nieuw voor de wetenschap. Daarnaast beschreef hij meer dan 230 nieuwe soorten van uitgestorven kevers aan de hand van gevonden fossielen en fossielen die door anderen zoals Samuel Hubbard Scudder verzameld waren. Zijn collectie wordt bewaard in het Smithsonian National Museum of Natural History.  
- Library of Congress Control Number: no2007090122
- Virtual International Authority File: 36701429
- WorldCat: E39PBJpVbGjjV7kYfHhhhPDQbd